# Ribatejo

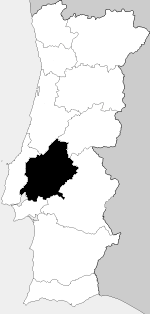
Den gamla provinsen Ribatejo.

Ribatejo var en provins i centrala Portugal mellan 1936 och 1976.
Det gamla Ribatejo gränsade i väst och söder till Estremadura, i norr till Beira Litoral, och i öst och söder till Beira Baixa och Alto Alentejo. Provinsen motsvarade ungefär dagens Distrito de Santarém plus några få kommuner i Distrito de Lisboa och Distrito de Portalegre.

## Viktigaste städer
- Santarém
- Tomar

## Bildgalleri

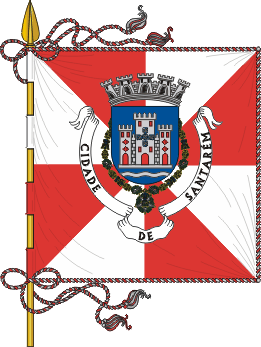
Santaréms flagga
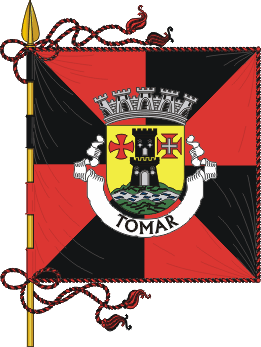
Tomars flagga